# أدولفوس زيمارمان
أدولفوس زيمارمان هو شخصية أعمال وسياسي أمريكي، ولد في 23 فبراير 1812، وتوفي في 15 يوليو 1891. نشط حزبياً في الحزب الديمقراطي. وقد انتخب عضو جمعية ولاية ويسكونسن ‏.